# Dactylaria lanosa
Dactylaria lanosa är en svampart som beskrevs av Malla & W. Gams 1971. Dactylaria lanosa ingår i släktet Dactylaria, ordningen disksvampar, klassen Leotiomycetes, divisionen sporsäcksvampar och riket svampar.   Inga underarter finns listade i Catalogue of Life.